# Per Johan Wimermark
Per Johan Wimermark, född 23 april 1763 i Vimmerby stadsförsamling, Kalmar län, död 5 maj 1828 i Tjällmo församling, Östergötlands län, var en svensk präst. 

## Biografi
Per Johan Wimermark föddes 1763 i Vimmerby stad. Han var son till rådmannen Zacharias Wimermark och Brita Maria Hult. Wimermark studerade i Vimmerby trivialskola och sedan i Linköping. Han blev höstterminen 1782 student vid Uppsala universitet och 22 februari 1789 vid Lunds universitet, där han avlade filosofie kandidatexamen 9 maj 1789. Wimermark prästvigdes 7 juni 1789 och avlade 22 juni 1793 magisterexamen. Han blev 4 maj 1792 domkyrkoadjunkt i Linköpings församling samt 16 juli 1794 komminister i Linköpings församling och tillträdde 1796. Wimermark avlade 15 november 1794 pastoralexamen och blev 15 juli 1795 vikarierande pastor. Han blev 5 april 1809 kyrkoherde i Björkebergs församling,, tillträdde 1810, utnämndes 22 juni 1814 till prost och blev 28 maj 1817 kyrkoherde i Tjällmo församling med tillträde 1819. Wimermark avled 1828 och begravdes 15 maj samma år.

### Familj
Wimermark gifte sig 17 maj 1796 med Hedvig Catharina Siefvert, som var dotter till fältskären Johan Gustaf Siefvert vid Södermanlands regemente och Maria Catharina Seippel. De fick tillsammans löjtnanten Per Johan Wimermark (1799–1853) på Torsjö i Godegårds socken.